# 坂田栄一郎
坂田 栄一郎（さかた えいいちろう、1941年11月16日 - ）は日本の写真家。週刊誌『AERA』での人物写真の撮影で知られる。東京都出身。

## 経歴
京北高等学校を経て、1965年日本大学芸術学部写真学科卒業。大学時代は写真屋などでアルバイトをしていた。卒業後、ライトパブリシティに入社。1966年に渡米し、ニューヨークにてリチャード・アヴェドンに師事した。
1970年、銀座ニコンサロンにて、個展『Just Wait』でデビューした。その後1971年に帰国し、CMや雑誌で活躍する。1988年に朝日新聞社がニュース週刊誌『AERA』を創刊し、2016年3月28日号まで、ずっと表紙写真を担当してきた。1993年には「アルル国際写真フェスティバル」で「アルル名誉市民賞」を受賞した。2005年には今までの人物写真等の功績が讃えられ、「PIERCING THE SKY-天を射る」で第24回土門拳賞、日本写真協会作家賞をダブル受賞した。
1990年に指揮者レナード・バーンスタインが最後の来日をした時、札幌の「パシフィック・ミュージック・フェスティバル」会場で彼の「最後の肖像写真」を撮影したのは坂田である。1991年にはF1ドライバーのアイルトン・セナの表紙写真を撮影したこともある。

## 写真集
- 注文のおおい写真館（1985年、流行通信社刊）
- TALKING FACES（1990年、六耀社刊）
- amaranth（1995年、朝日新聞社刊）
- PIERCING THE SKY-天を射る（2004年、求龍堂刊）
- LOVE CALL 時代の肖像（2008年、朝日新聞出版刊）